# Eleccions municipals de València de 1905
Les eleccions municipals de València de 1905 van ser unes eleccions municipals de València dins del marc de les eleccions municipals espanyoles de 1905, organitzades pel govern d'Eugenio Montero Ríos i celebrades el 12 de novembre de 1905.
A València, les eleccions es van fer durant l'alcaldia del liberal Eduardo Llagaria Ballester. Els resultats suposaren una victòria aclaparadora dels republicans blasquistes (PURA), tot i que van patir el descens d'un representant respecte als anteriors comicis i un increment en la representació dels republicans sorianistes. Els nous regidors van prendre possessió del seu càrrec l'1 de gener de 1906.

## Resultats
| Districte                 | Candidats                    | Electe | Partit | Vots  |
| ------------------------- | ---------------------------- | ------ | ------ | ----- |
| CENTRE (2 regidors)       | Tomás Fabregad Giner         | Sí     | UR     | 1.235 |
| CENTRE (2 regidors)       | José Cano Pacheco            | Sí     | SOR    | 836   |
| CENTRE (2 regidors)       | Salvador Romeu Colomina      | No     | LC     | 392   |
| CENTRE (2 regidors)       |                              |        | 2.463  |       |
| AUDIÈNCIA (2 regidors)    | Camilo Urios Celda           | Sí     | UR     | 697   |
| AUDIÈNCIA (2 regidors)    | Juan Pérez de Lucía          | Sí     | LC     | 569   |
| AUDIÈNCIA (2 regidors)    | Carlos Dupuy de Lome         | No     | PC     | 501   |
| AUDIÈNCIA (2 regidors)    | Alejandro Martínez Pons      | No     | CT     | 459   |
| AUDIÈNCIA (2 regidors)    |                              |        | 2.226  |       |
| UNIVERSITAT (2 regidors)  | Manuel Ortega García         | Sí     | UR     | 664   |
| UNIVERSITAT (2 regidors)  | José Maestre Laborde-Boix    | Sí     | PC     | 655   |
| UNIVERSITAT (2 regidors)  | Jesús Sancho Tello           | No     | CT     | 406   |
| UNIVERSITAT (2 regidors)  | José María Aparici Rodríguez | No     | LC     | 386   |
| UNIVERSITAT (2 regidors)  |                              |        | 2.111  |       |
| TEATRE (3 regidors)       | Antonio Cortina Peiró        | Sí     | UR     | 1.205 |
| TEATRE (3 regidors)       | Vicente Pichó Báguena        | Sí     | UR     | 1.175 |
| TEATRE (3 regidors)       | Enrique Márquez Ramos        | Sí     | SOR    | 942   |
| TEATRE (3 regidors)       | Luis Miquel Irizar           | No     | PL     | 812   |
| TEATRE (3 regidors)       | Abel Capúz Gil               | No     | LC     | 389   |
| TEATRE (3 regidors)       |                              |        | 4.523  |       |
| HOSPITAL (3 regidors)     | José Mira Meseguer           | Sí     | UR     | 1.494 |
| HOSPITAL (3 regidors)     | Julián Llopis Sanfelipe      | Sí     | UR     | 1.487 |
| HOSPITAL (3 regidors)     | José Pascual Satorres        | Sí     | SOR    | 1.307 |
| HOSPITAL (3 regidors)     | Francisco Vives Liern        | No     | PL     | 1.250 |
| HOSPITAL (3 regidors)     | Salvador Peydró Aznar        | No     | LC     | 262   |
| HOSPITAL (3 regidors)     |                              |        | 5.800  |       |
| MISERICÒRDIA (2 regidors) | Cayetano Fiol Ridaura        | Sí     | UR     | 1.054 |
| MISERICÒRDIA (2 regidors) | Vicente Borredá Bleda        | Sí     | SOR    | 931   |
| MISERICÒRDIA (2 regidors) | José María Albors Brocal     | No     | Ind    | 465   |
| MISERICÒRDIA (2 regidors) | José Vicedo Calatayud        | No     | LC     | 258   |
| MISERICÒRDIA (2 regidors) | Vicente García Desfilis      | No     | CT     | 167   |
| MISERICÒRDIA (2 regidors) |                              |        | 2.875  |       |
| MUSEU (3 regidors)        | Cándido Herrero Gramaje      | Sí     | SOR    | 1.343 |
| MUSEU (3 regidors)        | Miguel Paredes García        | Sí     | PL     | 1.254 |
| MUSEU (3 regidors)        | Joaquín Alcaide Navarro      | Sí     | UR     | 1.060 |
| MUSEU (3 regidors)        | Camilo Olcina Pérez          | No     | UR     | 1.059 |
| MUSEU (3 regidors)        | Salvador Cabanes Torres      | No     | CT     | 600   |
| MUSEU (3 regidors)        |                              |        | 5.316  |       |
| PORT (3 regidors)         | Francisco Gómez Cano         | Sí     | UR     | 1.300 |
| PORT (3 regidors)         | Joaquín Barberá Martí        | Sí     | UR     | 1.262 |
| PORT (3 regidors)         | Manuel Carsí Burgos          | Sí     | SOR    | 1.168 |
| PORT (3 regidors)         | Felipe Antonio Catalá        | No     | PL     | 991   |
| PORT (3 regidors)         | José María Gurrea Olmos      | No     | Ind    | 351   |
| PORT (3 regidors)         | Antonio Lillo Fortepiani     | No     | LC     | 193   |
| PORT (3 regidors)         |                              |        | 5.265  |       |
| RUSSAFA (3 regidors)      | Juan Bort Muedra             | Sí     | UR     | 1.837 |
| RUSSAFA (3 regidors)      | Luis Tomás Palau             | Sí     | UR     | 1.766 |
| RUSSAFA (3 regidors)      | Fernando Aleixandre Tarazona | Sí     | PC     | 1.218 |
| RUSSAFA (3 regidors)      | Vicente Aleixandre Ortiz     | No     | SOR    | 1.011 |
| RUSSAFA (3 regidors)      | Federico Carrera Meliá       | No     | PL     | 963   |
| RUSSAFA (3 regidors)      |                              |        | 6.795  |       |
| VEGA (3 regidors)         | José Martí Marco             | Sí     | SOR    | 1.766 |
| VEGA (3 regidors)         | Ramón Carbonell Fabra        | Sí     | UR     | 1.548 |
| VEGA (3 regidors)         | Carmelo Aranda Martínez      | Sí     | UR     | 1.515 |
| VEGA (3 regidors)         | Esteban Ballester            | No     | Ind    | 1.046 |
| VEGA (3 regidors)         | Fernando Ros Andrés          | No     | PRDF   | 617   |
| VEGA (3 regidors)         |                              |        | 6.492  |       |